# فرگشت
فَرگَشت به‌معنی تغییر در خصوصیت‌های وراثتی جانداران در طول نسل‌های متوالی است. فرگشت بدان معناست که تمام جانداران با همهٔ تنوعی که دارند، از نیایی مشترک که حدود ۳٫۵ تا ۳٫۸ میلیارد سال پیش می‌زیسته، پدیدار گشته‌اند.
مطالعهٔ علمی فرگشت از نیمهٔ سدهٔ نوزدهم میلادی آغاز شد، زمانی که پژوهش‌ها بروی سنگواره‌ها و گوناگونی جانداران، بسیاری از دانشمندان را متقاعد کرده بود که همهٔ جانداران باید به‌نحوی فرگشت یافته باشند. سازوکارهای پیش‌برندهٔ فرگشت همچنان نامشخص باقی‌ماندند تا اینکه در اواسط قرن نوزدهم میلادی، نظریه علمی «فرگشت براساس انتخاب طبیعی» توسط چارلز داروین و آلفرد راسل والاس مطرح گردید که به توضیح چگونگی و علل فرگشت می‌پرداخت. این نظریهٔ علمی به‌طور خلاصه بیان می‌کرد که تنها نسلی از جانداران توانایی زنده‌ماندن و تولیدمثل را دارند که به‌دلیل جهش‌های ژنتیکی، هماهنگی بیشتری با تغییرات محیط‌زندگی خود کسب کرده باشند.
فرگشت علت پدیدهٔ گونه‌زایی است؛ که طی آن یک گونهٔ اجدادی منفرد به دو یا چند گونهٔ متفاوت تقسیم می‌شود. گونه‌زایی در شباهت‌های ساختاری، جنینی و ژنتیکی جانداران؛ پراکندگی جغرافیایی گونه‌های مرتبط با هم، و ثبت سنگواره‌ای تغییرات، قابل مشاهده است. نیای مشترک جانداران امروزی تا بیش از ۳٫۵ میلیارد سال پیش؛ یعنی از زمان پیدایش حیات روی زمین، قدمت دارد. فرگشت چه به‌صورت درون‌جمعیتی و چه به‌صورت گونه‌زایی میان جمعیت‌ها، از طرق گوناگونی روی می‌دهد؛ آهسته و پیوسته به نام انتخاب انباشتی، یا به‌سرعت از یک موضع ایستا تا موضع بعدی؛ که تعادل نقطه‌ای خوانده می‌شود.
در اوایل قرن بیستم، «نظریهٔ فرگشت براساس انتخاب طبیعی»، با علم ژنتیک، دیرین‌شناسی و سامانه‌شناسی ادغام شدند که با پیوستن یافته‌های بعدی چون زیست‌شناسی مولکولی؛ تحت عنوان سنتز مدرن به اوج رسید. این تلفیق به یک بنیان اصلی در زیست‌شناسی بدل شد؛ چنان‌که تبیینی منسجم و یکپارچه، برای تنوع زیستی و تاریخ حیات روی زمین، فراهم ساخت. امروزه فرگشت در شاخه‌های مختلف علوم زیستی، همچون زیست‌شناسی بقا، جنین‌شناسی، بوم‌شناسی، فیزیولوژی، دیرین‌شناسی، کشاورزی و پزشکی مورد مطالعه قرار می‌گیرد. همچنین فرگشت بر دیگر حیطه‌های مطالعات بشری، همچون انسان‌شناسی، فلسفه و روان‌شناسی نیز اثرگذار بوده است. فرگشت؛ سرمشق و الگوی مسلط و چهارچوب اصلی زیست‌شناسی نوین است و پایه و اساس آن را تشکیل می‌دهد و با شواهد بسیاری پشتیبانی می‌گردد.

## واژه‌شناسی
فرگشت (Evolution) در ابتدا «تکامل» نامیده می‌شد. واژهٔ عربی «تکامل» به معنای «کامل‌شدن» است. لغت‌نامهٔ دهخدا معنی آن را «تمام‌شدن» ذکر می‌کند. اما به دلیل اینکه واژه تکامل، «به‌کمال رسیدن» را در ذهن مخاطب تداعی می‌کند، بسیاری با به‌کار بردن این کلمه برای Evolution مخالف هستند. این واژه نخستین بار توسط مترجمان دورهٔ قاجار به‌عنوان برابر فارسی کلمهٔ Evolution در زبان‌های اروپایی به‌کار رفت. این درحالیست که واژهٔ «Evolution» به‌معنای «برآمدن» و «تحول» است و اشاره به به‌وجود آمدن چیزی از چیز دیگر دارد. کلمهٔ Evolution حاکی از «کمال‌یافتن» جانداران نیست. این واژه هیچ بار اخلاقی ندارد بلکه تنها تغییر جانداران برای انطباق و سازگاری بیشتر با محیط‌زیست خود را نشان می‌دهد، زیرا در یک محیط، ویژگی‌های خاصی مبنای تطابق و سازگاری محسوب می‌شوند و در محیط دیگر ویژگی‌های دیگری. با وجودی که کلمهٔ تکامل ریشهٔ عربی دارد، اما خود عرب‌زبانان از واژهٔ «تطور» (به معنای تغییر و تحول) استفاده می‌کنند. فرگشت یک اسم مشتق، از: «فر» (پیشوند رو به جلو) + گشت (گردیدن و دگرگون شدن) تشکیل شده است؛ بنابراین واژهٔ فرگشت هم‌تراز مناسب‌تری برای Evolution است.
«فرگشت» از ساخته‌های فرهنگستان دوم است. این واژه در آثار نویسندگانی همچون داریوش آشوری به‌کاربرده شده است. بعدها برابرهای دیگری نیز از سوی پژوهشگران پارسی‌زبان برای Evolution پیشنهاد شد؛ از آن جمله واژه «برآیش» که توسط ابراهیم هرندی، روان‌زیست‌شناس، پیشنهاد شد. در منابع و رسانه‌های فارسی‌زبان به‌جای واژهٔ فرگشت، از واژه‌هایی همچون «ترقی‌کردن» و «ارتقا یافتن» نیز استفاده شده است، در بعضی برنامه‌های علمی پخش‌شده توسط صداوسیمای جمهوری اسلامی ایران از عبارت «سازگاری و تغییر» نیز استفاده شده است. در زبان اردو و زبان سندی که از زبان‌های هم‌ریشه و هم‌خانواده با زبان فارسی هستند، به این نظریه «ارتقا» گفته و نوشته می‌شود.

## تاریخ اندیشهٔ فرگشتی

### آرای قدما
این پیشنهاد که یک گونه جانور ممکن است از جانوری از گونه دیگر منشأ گرفته باشد، در آرای برخی فلاسفهٔ پیشاسقراطی چون آناکسیماندروس و امپدوکلس به چشم می‌خورد. در تضاد با این دیدگاه‌های ماده‌گرایانه، ارسطو همهٔ اشیاء طبیعی و نه‌تنها جانداران را، فعل‌هایی ناقص از حالات طبیعی ممکن می‌دانست؛ که ثابت بودند. او این حالات ثابت را، صورت یا مثال؛ یا (در ترجمهٔ لاتین) گونه می‌نامید. این دیدگاه بخشی از فهم الهی ارسطو از طبیعت بود، که در آن همهٔ اشیاء نقشی غایتمند در نظام الوهیت جهان ایفا می‌کردند. البته وی ادعا نکرد که هر جانور، با یک صورت مابعدالطبیعی خاص تناظر یک‌به‌یک دارد؛ بلکه نمونه‌هایی ذکر کرد که چگونه گونه‌های جدیدی از جانداران می‌توانسته‌اند به‌وجود آیند. تعابیر گوناگون از نظریهٔ ارسطو، پس از ترکیب با تعالیم مسیحی، فهم متعارف در قرون وسطا شد.

### سده‌های هفدهم و هجدهم
در قرن هفدهم، روش جدید علم نوین، رویکرد ارسطویی به طبیعت را رد کرد، و در جستجوی تشریح پدیده‌های طبیعی در قالب قوانین طبیعت برآمد؛ که برای همهٔ محسوسات یکسان، بی‌نیاز از فرض هیچ‌گونه ردهٔ ثابت طبیعی، یا نظام الهی جهان بودند. اما این رویکرد جدید به کندی در زیست‌شناسی ریشه دواند؛ که به آخرین سنگر برای درک ثابت از اشیای طبیعی مبدّل گشت.
جان ری اصطلاح گونه را که آن زمان متروک شده بود، برای اطلاق به انواع ثابت جانوری و گیاهی به‌کار برد؛ اما برخلاف ارسطو، او اکیداً هر نوع از جانداران را به‌عنوان یک گونه، معرفی کرد. ری پیشنهاد کرد که هر گونه را می‌توان به مدد ویژگی‌هایی شناخت که در هر نسل، هنوز باقی هستند و خود را حفظ می‌کنند. این گونه‌ها توسط خدا طراحی شده بودند؛ اما تفاوت‌هایی نشان می‌دادند که بر اثر شرایط محلی پدیدار شده بود. در طبقه‌بندی زیستی جانداران توسط کارل لینه که در ۱۷۳۵ معرفی شد نیز؛ گونه‌ها ثابت بر اساس طرح الهی در نظر گرفته شدند.
برخی دیگر از طبیعت‌گرایان این زمان، به گمانه‌زنی دربارهٔ تغییرات فرگشتی گونه‌ها بر اساس قوانین طبیعت پرداختند. در ۱۷۵۱، موپرتوئی از تغییراتی که حین تولیدمثل رخ می‌دهند نوشت؛ و انباشت این تغییرات را طی نسل‌ها نیروی پیش‌ران فرگشت دانست. بوفون پیشنهاد کرد که ممکن است گونه‌ها بتوانند به جاندارانی متعدد تحلیل یابند؛ و اراسموس داروین این فرضیه را مطرح کرد که ممکن است تمام جانوران خونگرم از یک میکروب منفرد (یا به بیان او از یک فیلامنت) مشتق شده باشند.

### نظریهٔ لامارک: استحاله ماهوی
نخستین طرح فرگشتی پخته، نظریهٔ «ترانس‌موتاسیون» یا «استحاله ماهوی» ژان لامارک بود که به سال ۱۸۰۹ در کتاب فلسفه جانورشناسی منتشر شد. لامارک تجسم کرده بود که همچنان‌که نسل خودانگیخته به تولید اشکال سادهٔ حیات ادامه می‌دهد؛ پیچیدگی بیش‌تر در دودمان‌های موازی با یک تمایل پیش‌روندهٔ موروثی توسعه می‌یابد. به‌طوری‌که تغییرات موروثی بر اثر استفاده یا عدم استفادهٔ والدین، دودمان‌ها را به سازش بیش‌تر با محیط می‌کشاند. این فرایند پیشنهادی، بعدها لامارکیسم خوانده شد. اردوگاه طبیعت‌گرایان این آراء را به علت فقدان شواهد تجربی، محکوم می‌کردند. کوویه تأکید کرد که گونه‌ها غیرمرتبط و ثابت هستند؛ و شباهت‌های آن‌ها نشانگر طرح الهی و بر اساس نیازهای عملکردی آن‌هاست.
در همین زمان، ایدهٔ طراح نیکخواه جان ری؛ توسط ویلیام پِیلی در جهت الهیات طبیعی پرورانده شد. پیلی استدلال کرده بود که سازش‌های پیچیدهٔ بدن جانداران، نشانه‌های طرح الهی هستند. چارلز داروین جوان، این آرای پیلی را تحسین کرد.

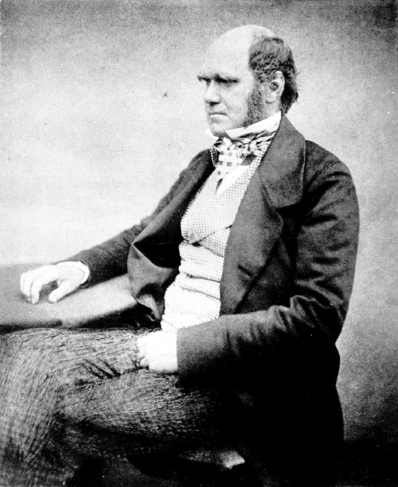
در ۱۸۴۲، چارلز داروین نسخه اولیه از کتابی را که سپس خاستگاه گونه‌ها نام گرفت؛ نوشته بود.

### نظریهٔ داروین: انتخاب طبیعی
نظریهٔ فرگشتی چارلز داروین، نقطهٔ عطفی در مسئلهٔ ثبوت یا فرگشت گونه‌ها به‌شمار می‌رود. داروین متأثر از نظرات توماس مالتوس در رسالهٔ اصل جمعیت؛ به این نتیجه رسید که رشد جمعیت به آسانی می‌تواند به «تنازع بقا» منجر شود؛ و در این رقابت زاده‌های با مطلوبیت بیش‌تر، بر دیگران برتری خواهند داشت. محدودیت منابع باعث می‌شود تا در هر نسل بسیاری از زاده‌ها پیش‌از رسیدن به سن تولیدمثل تلف شوند. این ایده می‌توانست گوناگونی جانوران و گیاهان را، در عین اشتقاق از اجداد مشترک توضیح دهد؛ و در عین حال این شرح تنها با استفاده از قوانین طبیعی که برای همهٔ اشیاء یکسان بودند، فراهم می‌شد.
داروین در ۱۸۳۸ به نظریه انتخاب طبیعی دست یافت، اما آن را منتشر نکرد؛ تا اینکه در ۱۸۵۸ نامه‌ای از یک زیست‌شناس جوان به نام آلفرد والاس به دستش رسید که در آن نظریه مشابهی شرح داده شده بود. والاس در این نامه به منظور انتشار فرضیهٔ خود از داروین تقاضای کمک کرده بود. آن‌ها دو مقالهٔ جداگانه برای قرائت در یکی از گردهم‌آیی‌های علمی انجمن لینه‌ای‌های لندن ارسال کردند.
داروین و والاس هیچ‌کدام در این گردهمایی شرکت نکردند و در آن زمان تعداد اندکی از آن دو مقاله مطلع شدند. سرانجام در اواخر سال ۱۸۵۹، کتاب داروین به نام «دربارهٔ خاستگاه گونه‌ها از طریق انتخاب طبیعی» منتشر شد و به تفضیل به شرح فرگشت داروینی پرداخت. توماس هاکسلی، آناتومی مقایسه‌ای و دیرین‌شناسی را به کار گرفت تا نشان دهد که انسان و کپی‌ها نیاکان مشترکی دارند. این نتیجه‌گیری تلویحی که انسان جایگاهی یگانه و خاص در جهان ندارد، بسیاری را برآشفت.

### تولد و رشد دانش ژنتیک
سازوکارهای دقیق وراثت، و منشأ ویژگی‌های جدید همچنان معما باقی‌ماندند. برای حل این معما، داروین تئوری پان‌ژنز را مطرح کرد. در ۱۸۶۵، گرگور مندل گزارش کرد که ویژگی‌های فنوتیپی با یک الگوی پیش‌بینی‌پذیر ناشی از تفکیک و جورشدن مستقل تعدادی از عناصر به ارث می‌رسند. (این عناصر بعدها ژن خوانده شدند) قوانین وراثت مندلی در نهایت تئوری پان‌ژنز داروین را رد کرد. آگوست وایزمن تمایز مهمی میان سلول‌های ژرمینال (اسپرم و تخمک) و سوماتیک (پیکری) بدن قائل شد؛ و مشخص ساخت که وراثت تنها از طریق خط ژرمینال عمل می‌کند.
هوگو دووری تئوری پان‌ژنز داروین را با تمایز سوماژرمینال وایزمن، مربوط کرد و این فرضیه را مطرح ساخت که اثر پان‌ژن‌ها که در هستهٔ سلول متمرکز هستند، با بیان‌شدن به سیتوپلاسم منتقل می‌شود و ساختار سلول را تغییر می‌دهد. دووری همچنین معتقد بود که انتقال صفات متنوع زاده‌ها طی خط ژرمینال، از طریق وراثت مندلی انجام می‌پذیرد. در توضیح منشأ ویژگی‌های جدید، دووری فرضیهٔ جهش را توسعه داد، که منجر به ایجاد اختلافی موقتی میان دانشمندان قائل به فرگشت داروینی، و زیست‌سنجشان پیروی دووری شد.
در آغاز قرن بیستم، پیشگامان ژنتیک جمعیت چون جان هالدین، سؤال رایت و رونالد فیشر مبنایی مستحکم و محاسباتی برای فرگشت فراهم ساختند؛ و تضاد ظاهری میان نظریهٔ داروین، جهش‌های ژنتیکی و وراثت مندلی از میان رفت.

### سنتز مدرن
در دهه‌های ۱۹۲۰ و ۱۹۳۰، سنتز مدرن، مفاهیم انتخاب طبیعی، جهش و وراثت مندلی را به هم مرتبط ساخت و به یک نظریهٔ یکپارچه تبدیل شد که به‌طور کلی در تمام شاخه‌های علوم زیستی به کار رود. تلفیق فرگشتی جدید قادر به توضیح الگوهای مشاهده‌شده در گونه‌ها و جمعیت‌ها، تغییرات فسیلی در دیرین‌شناسی، و حتی سازوکارهای پیچیدهٔ سلولی در جنین‌شناسی بود.

### پیشرفت‌های متاخر
در ۱۹۵۳ جیمز واتسون و فرانسیس کریک با کشف ساختار مولکول DNA مبنایی دقیق برای تبیین فعالیت‌های آن فراهم ساختند. زیست‌شناسی مولکولی فهم ما را از روابط بین ژنوتیپ و فنوتیپ بهبود بخشید. پیشرفت‌ها در فیلوژنتیک و سامانه‌شناسی، از طریق انتشار و به‌کارگیری درخت‌های فرگشتی، تحول صفات را در یک چارچوب مقایسه‌ای و آزمودنی ترسیم کرد. در ۱۹۷۳،تئودوزیوس دابژانسکی زیست‌شناس فرگشتی نوشت: «هیچ‌چیز در زیست‌شناسی معنا پیدا نمی‌کند، مگر در پرتو فرگشت»، زیرا فرگشت چیزهایی را که زمانی نامرتبط با هم به‌نظر می‌رسیدند؛ در قالب یک شرح منسجم جای می‌دهد که قادر به توصیف و پیش‌بینی حقایق مشاهده‌شده در خصوص حیات است.
از آن زمان، تلفیق فرگشتی جدید گسترش یافته تا در مقیاس سازماندهی زیستی، از ژن تا گونه را توضیح دهد. این گسترش اِکو-اِوو-دِوو نامیده شده است.

## وراثت
برای اطلاعات زمینه‌ای و مطالب مرتبط با این بخش مقاله ژنتیک را ببینید.

### ژنتیک مندلی
بر اساس پژوهش‌های مِندل که در ۱۸۶۶ انتشار یافت، هر فرد جاندار برای هر صفت خود دو حالت (الل) دارد که یکی از آن‌ها را از پدر و دیگری را از مادر دریافت کرده است. اصطلاح ژنوتیپ اشاره به نوع الل‌های هر فرد، و فنوتیپ اشاره به شکل بروز آن الل‌ها دارد. مندل افراد خالص را که دو الل یکسان داشتند هُموزیگوس، و افرادی را که دو الل متفاوت داشتند هِتِروزیگوس می‌نامید. هموزیگوس‌ها ناشی از خودلقاحی بودند و P نامیده می‌شدند. دودمان‌های هتروزیگوس F1 و F2 نیز به ترتیب از دگرلقاحی و خودلقاحی نسل پیشین خود حاصل می‌شدند. مندل اللی را که در F1 اثر خود را به‌طور کامل نشان می‌داد غالب، و اللی را که تنها در F2 ظاهر می‌شد مغلوب نام نهاد. بر اساس این تحقیقات قوانین سه‌گانه مشهور به قوانین مندل یا قوانین وراثت پایه‌ریزی شدند: قانون اول یا قانون یکنواختی، قانون دوم یا تفکیک، و قانون سوم یا جورشدن مستقل.

### اساس سلولی وراثت

طرح شماتیک از رابطه کروموزوم، DNA و ردیف جفت‌بازهای ژن.

ساختار کروموزوم بر اساس «مدل گردنبند مروارید» توصیف می‌شود، که نخ را DNA و نوکلئوزومها (دانه‌ها) ی آن را DNA احاطه شده به‌وسیله پروتئین تشکیل می‌دهد. اساس سیتوژنتیکی وراثت بر اساس فرضیه سال ۱۹۰۲ ساتون و بوواری مبنی بر اینکه کروموزوم‌ها، ماده ژنتیکی را طی لقاح حمل می‌کنند، شکل گرفت؛ با این وجود اساس مولکولی وراثت همچنان نامشخص باقی‌ماند، چرا که ماهیت بیوشیمیایی ماده ژنتیکی مشخص نشده بود.

### اساس مولکولی وراثت
برای جزئیات بیش‌تر دربارهٔ این بخش از مقاله، DNA و ژن را ببینید. 
آزمایش‌های اِیوری به درک اساس مولکولی وراثت کمک شایانی کرد. او در ۱۹۴۴ دریافت که ماده ژنتیکی نوعی نوکلئیک اسید به نام DNA است. ساختار فضایی مولکول DNA در ۱۹۵۳ توسط واتسون و کریک تشریح شد. بر اساس «مدل مارپیچ دوگانه» واتسون و کریک، مولکول DNA همچون نردبانی مارپیچ است که هر پله آن را یک جفت باز، و دو نرده آن را توالی‌های قند-فسفات تشکیل می‌دهد. باز مذکور یک پورین (آدنین A یا گوانین G)؛ یا پیریمیدین (سایتوزین C یا تیمین T) است. قند مذکور نیز پنتوزی به نام دئوکسی‌رایبوز است. به منظور همانندسازی DNA دو رشته این مولکول می‌بایست توسط آنزیم هلیکاز از هم باز شوند. بر این اساس ژن به صورت تک‌رشته‌ای که به‌عنوان الگو برای همانندسازی قرار می‌گیرد، بررسی می‌شود. ژن متشکل از توالی‌های اگزون و اینترون است که همچون واگن‌های قطار دنبال هم سوار شده‌اند. از آنجا که مولکول‌های قند و فسفات در رمزگذاری صفات نقشی ندارند، یک ژن را می‌توان تنها توسط بازهایش به صورت‌هایی چون…AUGCCTA نمایش داد.

### نقش وراثت در فرگشت صفات
مطابق با نظریه ۱۹۴۰ بیدل و تِیتوم تحت عنوان «نظریه یک ژن-یک آنزیم»، هر ژن رمز ساخت یک آنزیم را داراست. این نظریه امروزه به صورت «نظریه یک ژن-یک پلی‌پپتید»، تصحیح شده است. نتیجه فرگشتی توارث آن‌است که ژن‌ها رمز ساخت پروتئین‌ها را حمل می‌کنند، و پروتئین‌ها مسئول واکنش‌های جنینی و پس از تولد مؤثر در صفات ساختاری، فیزیولوژیک، بیوشیمیایی و رفتاری (در مورد سلول‌های مغزی) جانداران هستند. این صفات شانس بقا و تولیدمثل را به درجات مختلفی تحت تأثیر قرار می‌دهند؛ و در نتیجه فراوانی الل‌ها طی نسل‌های متمادی تغییر می‌کند.
نظریه فرگشتی لامارک برای مدت‌ها به علت مردود شمرده‌شدن وراثت صفات اکتسابی مطرود بود؛ با وجود این یافته‌های چند دهه اخیر نشان داده‌اند که برخی صفات اکتسابی می‌توانند بدون تغییر در توالی نوکلئوتیدهای DNA به ارث برسند. سازوکارهای این نوع توارث از قبیل متیلاسیون DNA، خاموش شدن ژن از طریق تداخل RNA، و ساختمان سوم پروتئینی در پریون‌ها؛ همگی تحت عنوان توارث اپی‌ژنتیک طبقه‌بندی می‌شوند و در فرگشت نقش دارند. همچنین به‌جز توارث اپی‌ژنتیک؛ اقسام توارثی دیگری نیز در فرگشت شرکت می‌کنند که مستقیماً تحت کنترل ژن‌ها نیستند و از جمله آن‌ها می‌توان به DIT و سیمبیوژنز اشاره نمود.

## گوناگونی ژنی
فنوتیپ در هر فرد از ژنوتیپ و اثرات محیط خارج او، منشأ می‌گیرد. بخش عمده‌ای از گوناگونی‌ها در فنوتیپ به دلیل تفاوت‌ها در ژنوتیپ‌ها است. فرگشت به معنای تغییرات در گوناگونی‌های ژنتیکی می‌باشد. در طول زمان ممکن است فراوانی هر الل (ژن) نسبت به بقیه الل‌های مربوط، کم یا زیاد شود. هنگامی‌که یک الل به تثبیت یا ثبات وراثتی (به انگلیسی: Fixation) برسد، میزان گوناگونی الل، صفر خواهد شد. انتخاب طبیعی زمانی موجب فرگشت می‌شود که گوناگونی‌های ژنتیکی کافی در جمعیت وجود داشته باشد. اصل هاردی- واینبرگ، چگونگی باقی‌ماندن گوناگونی‌ها در جمعیت با وراثت مندلی را نشان می‌دهد. فراوانی الل‌ها در غیاب انتخاب، جهش (موتاسیون)، مهاجرت و رانش ژنتیکی ثابت باقی می‌ماند.

### جهش

مضاعف شدن قسمتی از یک کروموزوم

جهش به‌معنای تغییر در توالی‌های DNA در سلول است. جهش ممکن است هیچ اثری نداشته باشد، محصول ژنی را تغییر دهد یا عملکرد ژن را مختل سازد. مطالعات بر روی مگس سرکه نشان می‌دهد که اگر جهش موجب تغییر محصول ژن (پروتئین) شود، این مسئله خطرناک خواهد بود زیرا ۷۰٪ این جهش‌ها اثرات تخریبی دارند.
جهش‌ها می‌توانند موجب مضاعف شدند بخشی از کروموزوم (نوترکیبی ژنتیکی) شوند که در نتیجه، کپی‌هایی اضافی از ژن وارد ژنوم خواهد شد. همین کپی‌های اضافی از ژن، منشأ مناسبی برای ایجاد ژن‌های جدید از راه فرگشت هستند. بسیاری از خانواده‌های ژنی (به انگلیسی: Gene families) به همین ترتیب از ژن‌های قدیمی‌تر (اجدادی) به وجود آمده‌اند. به‌عنوان مثال، چشم انسان از محصول ۴ ژن برای دیدن استفاده می‌کند. محصول ۳ ژن در دیدن رنگ و محصول یک ژن در دیدن در نور کم (شب) نقش دارد. همگی این ژن‌ها از یک ژن اجدادی به وجود آمده‌اند. ژن‌های جدید از راه مضاعف شدن ژن اجدادی و جهش در ژن تازه به وجود آمده (مضاعف‌شده) به وجود می‌آیند.

### جنسیت و نوترکیبی
برای جزئیات بیش‌تر دربارهٔ این بخش از مقاله، فرگشت تولیدمثل جنسی و نوترکیبی ژنی را ببینید. 
در جاندارانی که تکثیر غیرجنسی دارند، ژن‌ها با یکدیگر به ارث می‌رسند و نمی‌توانند با ژن‌های سایر جانداران در هنگام تولیدمثل، مخلوط شوند اما در جاندارانی که تکثیر جنسی دارند، کروموزوم‌های والدی (مادری و پدری) با یکدیگر مخلوط می‌شوند. در فرایندی به نام نوترکیبی هومولوگ (به انگلیسی: Homologous recombination) این جانداران، DNA را بین کروموزوم‌های جفت شده (به انگلیسی: Matching chromosomes) مبادله می‌کنند. پس جنسیت موجب افزایش گوناگونی ژنتیکی و افزایش سرعت فرگشت می‌شود.

### شارش ژنی
شارش ژنی به معنای تبادل ژن بین جمعیت‌ها و گونه‌ها می‌باشد. بنابراین به‌عنوان منبعی برای گوناگونی‌ها است. شارش ژنی می‌تواند بر اثر مهاجرت جمعیت‌ها از جایی به جای دیگر اتفاق بیفتد. انتقال ژن بین گونه‌ها شامل تشکیل جانداران دورگه (هیبرید) و انتقال افقی ژن‌ها است. انتقال افقی ژن‌ها به معنای انتقال ژن از یک جاندار به جاندار دیگر است به‌طوری‌که جاندار جدید زاده یا فرزند جاندار دیگر نباشد. انتقال افقی ژن‌ها، بیشتر در باکتری‌ها دیده شده است. انتقال ژن‌های مقاومت به آنتی‌بیوتیک‌ها از این راه اتفاق می‌افتد. از این رو، در پزشکی اهمیت فراوانی دارد. در برخی از یوکاریوت‌ها مانند ساکارومایسس سرویزیه (به لاتین: Saccharomyces cerevisiae) نیز انتقال افقی ژن‌ها اتفاق می‌افتد. ویروس‌ها هم در انتقال DNA از یک جاندار به جاندار دیگر نقش دارند. اکتساب کلروپلاست (سبزینه) و میتوکندری توسط سلول‌های یوکاریوتی، نمونه‌ای از جذب مقدار زیاد ژن است. میتوکندری و کلروپلاست منشأ باکتریایی دارند. ممکن است یوکاریوت‌ها بر اساس انتقال افقی ژن‌ها بین باستانیان (آرکئا) و باکتری‌ها به وجود آمده باشند.

## سازوکارها

جهش با انتخاب طبیعی دنبال می‌شود، و جمعیتی تیره‌تر ظهور می‌کند.

از دیدگاه نوداروینی، فرگشت، زمانی اتفاق می‌افتد که فراوانی الل‌ها درون یک جمعیت از نژادهای مختلف-که بتوانند با یکدیگر آمیزش کنند- تغیر کند. به‌عنوان مثال، الل رنگ سیاه در جمعیتی از پروانه‌ها شایع‌تر می‌شود. برخی از مکانیسم‌هایی که می‌توانند منجر به تغییر در فرکانس الل‌ها شود عبارتند از: انتخاب طبیعی، رانش ژن، شارش ژن، سفر آزاد ژنتیکی و تورش ناشی از جهش.

### انتخاب طبیعی
فرگشت به‌وسیله انتخاب طبیعی فرایندی است که طی آن جهش‌های ژنتیکی بهبود دهنده بقا و تولیدمثل، در جمعیت شایع‌تر می‌شوند؛ و در نسل‌های موفق یک جمعیت باقی می‌مانند. این سازوکار اغلب «بدیهی» خوانده می‌شود؛ زیرا ضرورتاً از سه واقعیت ساده زیر پیروی می‌کند:
- گوناگونی‌های ارثی درون هر جمعیت از جانداران وجود دارند.
- جانداران بیش از تعدادی که بتوانند زنده بمانند، فرزند تولید می‌کنند.
- این فرزندان در توانایی زنده‌ماندن و تولیدمثل تفاوت دارند.

چنین وضعی منجر به شکل‌گیری رقابت بین جانداران برای زنده‌ماندن و تولیدمثل می‌شود؛ در نتیجه جاندارانی که ویژگی‌های ارثی‌شان به آن‌ها مزیتی نسبت به رقبا ارائه می‌دهد، این ویژگی‌های مفید را به نسل بعد منتقل می‌کنند؛ درحالی‌که ویژگی‌های غیرمفید به نسل بعد نمی‌رسند.
مفهوم مرکزی در انتخاب طبیعی، مفهوم سازواری جاندار است. سازواری با قابلیت بقا و تولیدمثل جاندار اندازه گرفته می‌شود؛ که میزان مشارکت آن را در نسل بعد تعیین می‌کند. سازواری نه با تعداد کلی زاده‌ها، بلکه با نسبتی از نسل‌های بعدی که ژن‌های جاندار را حمل می‌کنند؛ تعیین می‌شود. برای مثال جانداری که به خوبی زنده بماند و به سرعت تولیدمثل کند، اما زاده‌هایی کوچک و ضعیف برجا گذارد؛ مشارکت ژنتیکی ناچیزی در نسل‌های بعدی خواهد داشت، و در نتیجه سازواری‌اش پایین در نظر گرفته می‌شود.

### رانش ژن
برای جزئیات بیش‌تر دربارهٔ این بخش از مقاله، رانش ژن و اندازه جمعیت مؤثر را ببینید. 
رانش ژن تغییر در فراوانی الل‌ها از نسلی به نسل بعد است؛ که به علت خطای نمونه‌گیری رخ می‌دهد. در نتیجه زمانی که نیروهای انتخاب‌کننده غایب یا ضعیف هستند، فراوانی الل‌ها به‌طور تصادفی در جهت افزایش یا کاهش «شیفت» پیدا می‌کند.

### شارش ژن
برای جزئیات بیش‌تر دربارهٔ این بخش از مقاله، شارش ژن، دورگه و انتقال ژن افقی را ببینید. 
شارش ژن به معنای تبادل ژن‌ها، خواه بین جمعیت‌ها و خواه بین گونه‌ها است. بود و نبود شارش مسیر فرگشت را از اساس تغییر می‌دهد. پیچیدگی جانداران موجب می‌شود هر دو جمعیت ایزوله‌ای نهایتاً با سازوکاری خنثی ناسازگاری‌های ژنتیکی بیابند. بر اساس مدل بتسون-دوبژانسکی-مولر این ناسازگاری حتی زمانی هم که هر دو جمعیت به گونه‌ای یکسان با محیط سازش یابند؛ رخ می‌دهد.

### سفر آزاد ژنتیکی
برای جزئیات بیش‌تر دربارهٔ این بخش از مقاله، سفر آزاد ژنتیکی، اثر هیل-رابرتسون و رفت و برگشت انتخابی را ببینید. 
نوترکیبی به الل‌هایی از یک رشته DNA امکان جداشدن می‌بخشد. البته نرخ نوترکیبی پایین است (تقریباً دو بار به ازای هر کروموزوم در هر نسل). در نتیجه لوکوس‌های نزدیک به هم روی یک کروموزوم ممکن است همیشه از هم دور نیفتند؛ و لوکوس‌های نزدیک به هم تمایل دارند با هم به ارث برسند پدیده‌ای که به آن پیوستگی اطلاق شده است.

### تورش ناشی از جهش
جهش تنها منبعی بزرگ برای گوناگونی ژنی نیست؛ بلکه هرگاه احتمال بروز جهش‌های مختلف در سطح مولکولی متفاوت باشد، در فرگشت شرکت می‌کند؛ پدیده‌ای که به تورش ناشی از جهش شهرت یافته است. اگر دو ژنوتیپ برای مثال یکی با نوکلئوتید G و دیگری با نوکلئوتید A، در یک موقعیت یکسان و با ارزش فرگشتی یکسان، وجود داشته باشند؛ اما جهش‌های G به A بیش از جهش‌های A به G رخ دهند؛ آنگاه ژنوتیپ توأم با نوکلئوتید A، تمایل بیشتری به فرگشت خواهد داشت.

## پیامدها
فرگشت هر جنبه‌ای از شکل و رفتار جانداران را تحت تأثیر قرار می‌دهد. برجسته‌تر از همه سازگاری رفتاری و جسمی خاصی است که در نتیجه انتخاب طبیعی به‌دست می‌آید. این سازش‌ها با کمک فعالیت‌هایی از قبیل پیدا کردن غذا، اجتناب از شکارچیان یا جذب جفت؛ تناسب را افزایش می‌دهند. جانداران همچنین می‌توانند با کمک به بستگان خود یا شرکت در همزیستی که برای هر دو طرف سودمند است؛ به انتخاب پاسخ دهند. در دراز مدت، فرگشت موجب تقسیم جمعیت‌های اجدادی به گونه‌هایی جدید می‌شود که آمیزش نمی‌کنند.
این پیامدهای فرگشت گاهی به فرگشت کلان و فرگشت خرد تقسیم می‌شوند. فرگشت کلان در سطح گونه‌ها یا بالاتر از گونه‌ها رخ می‌دهد، همچون انقراض و گونه‌زایی؛ درحالی‌که فرگشت خرد تغییرات کوچکتری چون سازش درون یک گونه یا جمعیت را در بر می‌گیرد. به‌طور کلی، فرگشت کلان به‌عنوان نتیجه درازمدت فرگشت خرد لحاظ می‌شود.؛ بنابراین، تمایز فرگشت خرد و کلان بنیادین نیست، ناشی از اثر زمان است. اگرچه در فرگشت کلان صفات تمام گونه‌ها ممکن است مهم باشد. به‌عنوان مثال، حجم زیادی از تنوع در میان افراد اجازه می‌دهد تا یک گونه به سرعت خود را به زیستگاه‌های جدید وفق دهد، و احتمال انقراض کاهش یابد، درحالی‌که یک محدوده جغرافیایی گسترده شانس گونه‌زایی را افزایش می‌دهد، چون بیشتر احتمال دارد که بخشی از جمعیت جدا و ایزوله شود. در این معنا، فرگشت خرد و کلان ممکن است شامل سطوح مختلف انتخاب باشند - فرگشت خرد بر ژن‌ها و جانداران عمل کند، در مقابل فرایندهای فرگشتی کلان مانند انتخاب گونه بر روی کل گونه تأثیر بگذارد و نرخ گونه‌زایی و انقراض را تغییر بدهد.
یک تصور غلط رایج این است که فرگشت اهداف و برنامه‌های بلندمدت دارد، واقعیت این است که فرگشت هیچ هدف بلندمدتی ندارد و لزوماً به پیچیدگی بیشتر منجر نمی‌شود. اگر چه گونه‌های پیچیده فرگشت یافته‌اند، آن‌ها به‌عنوان یک اثر جانبی از افزایش تعداد تمام جانداران تلقی می‌شوند و اشکال ساده حیات همچنان در بیوسفر فراوان‌تر هستند. اکثریت قریب به اتفاق گونه‌ها پروکاریوت‌های میکروسکوپی هستند، که به رغم اندازه کوچک‌شان نیمی از زیست‌توده و اکثریت مطلق تنوع زیستی زمین را تشکیل می‌دهند. موجودات ساده شکل غالب زندگی روی زمین در طول تاریخ حیات و تا به امروز هستند؛ زندگی پیچیده تنها به این دلیل متنوع‌تر به‌نظر می‌رسد بیشتر قابل توجه است. در واقع، فرگشت ریزجانداران به ویژه در پژوهش‌های فرگشتی مدرن مهم است، چرا که تولیدمثل سریع آن‌ها مطالعه فرگشت تجربی، و مشاهده فرگشت و سازش را در دوره‌های زمانی کوتاه ممکن می‌کند.

### سازش
سازگاری فرایند است که باعث می‌شود جانداران وفاق بیش‌تری با زیستگاه خود بیابند. همچنین، اصطلاح سازگاری ممکن است به یک صفت که برای بقای جاندار مهم است اشاره کند. به‌عنوان مثال، سازش دندان اسب برای ساییدن علف. با استفاده از اصطلاح سازش برای اشاره به روند فرگشت، و صفت سازشی برای محصول فرگشت (بخشی از بدن یا عملکرد بدن) است، این دو معنای کلمه متمایز می‌شوند. سازش‌ها توسط انتخاب طبیعی تولید می‌شوند.

### هم‌فرگشتی
تعامل جانداران می‌تواند هم ناسازگاری و هم همکاری بیافریند. هر زمان که تعامل میان یک جفت گونه باشد، مثلاً میان پاتوژن و میزبان یا میان شکارچی و شکار، مجموعه‌های متناظری از سازش توسعه می‌یابند. به‌طوری‌که فرگشت یک گونه، سازش‌هایی در گونه دوم موجب می‌شود. این تغییرات در گونه دوم، در عوض سازش‌های جدیدی در گونه اول ایجاد می‌کند. این چرخه انتخاب و پاسخ هم‌فرگشتی نامیده می‌شود.

### همکاری فرگشتی
همه فعل و انفعالات فرگشتی بین گونه‌ها شامل مناقشه و ستیز نیستند. موارد بسیاری بر اساس منافع متقابل فرگشت یافته‌اند. برای مثال، می‌توان به همکاری شدید بین گیاهان و قارچ‌های مایکوریزا اشاره کرد.

### گونه‌زایی
گونه‌زایی فرایندی است که در آن یک گونه به دو یا بیشتر از دو گونه وا گرایش می‌یابد.
راه‌های متعددی برای تعریف مفهوم «گونه» وجود دارد. انتخاب تعریف وابسته به خصوصیات گونه مربوط است. به‌عنوان مثال، برخی از مفاهیم گونه به آسانی با توجه به تولیدمثل جنسی جاندار اعمال می‌شود؛ درحالی‌که دیگران با عنایت به تولیدمثل غیرجنسی. با وجود اختلاف نظر در مفهوم گونه، این مفاهیم مختلف را می‌توان در یکی از سه رویکرد فلسفی زیر گنجاند: بوم‌شناختی، تبارزایشی، یا بر محور جفت‌گیری.

### انقراض
انقراض ناپدید شدن تمام و کمال گونه‌ها است. انقراض یک رویداد غیرمعمول نیست، به‌طوری‌که گونه‌ها به‌طور منظم از طریق گونه‌زایی ظاهر می‌شوند و از طریق انقراض ناپدید می‌شوند. تقریباً تمام گونه‌های جانوری و گیاهی که زمانی بر روی زمین زندگی می‌کرده‌اند اکنون منقرض شده‌اند؛ و انقراض، به‌نظر می‌رسد سرنوشت نهایی همه گونه‌ها باشد.

## تاریخ فرگشتی حیات

### منشأ حیات
برای جزئیات بیش‌تر دربارهٔ این بخش از مقاله، آبیوژنز و نظریه جهان RNA را ببینید. 
به‌نظر می‌رسد که شیمی انرژی بالا ۴ میلیارد سال پیش یک مولکول خود همانندساز تولید کرده است و آخرین جد مشترک تمام حیات نیم میلیارد سال بعد از آن وجود داشته است. اجماع علمی در حال حاضر این است که بیوشیمی پیچیده حیات از برخی ساده‌ترین واکنش‌های شیمیایی پدیدار شده است. ابتدای حیات احتمالاً شامل مولکول خود همانندسازی چون RNA و مونتاژ سلول‌های ساده بوده است.

### نسب مشترک
برای جزئیات بیش‌تر دربارهٔ این بخش از مقاله، نسب مشترک و شواهد نسب مشترک را ببینید. 

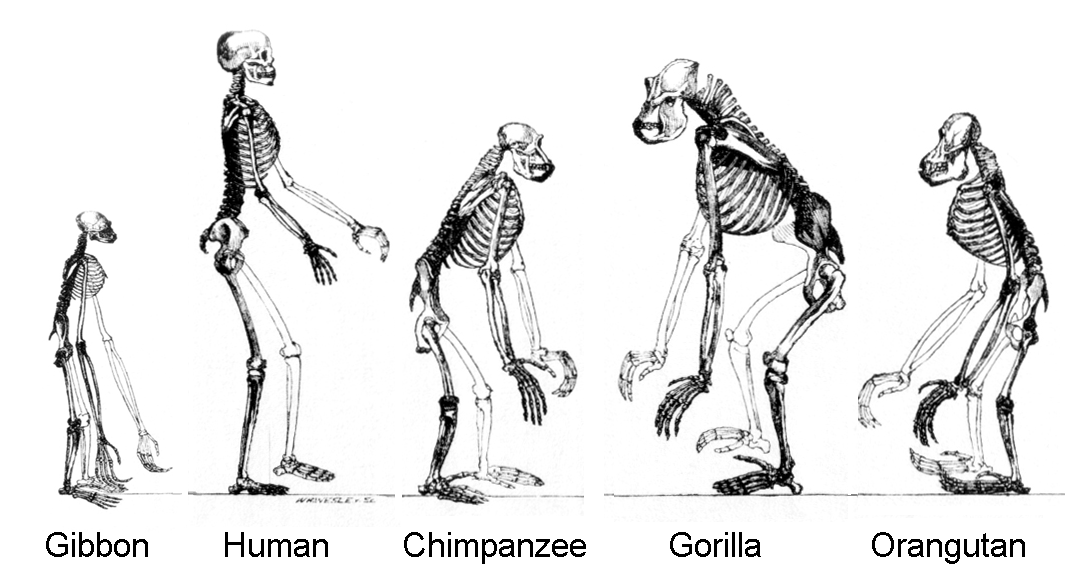
هومینوئیدها مشتقاتی از یک جد مشترک هستند.

تمام جانداران روی زمین از یک جد مشترک یا یک استخر اجدادی ژن مشتق شده‌اند. گونه‌های کنونی تنها یک مرحله در روند فرگشت هستند، و تنوع آن‌ها محصول مجموعه‌ای طولانی از گونه‌زایی و انقراض است.

### فرگشت حیات
برای جزئیات بیش‌تر دربارهٔ این بخش از مقاله، تاریخ فرگشتی حیات و گاه‌شمار فرگشت را ببینید. 

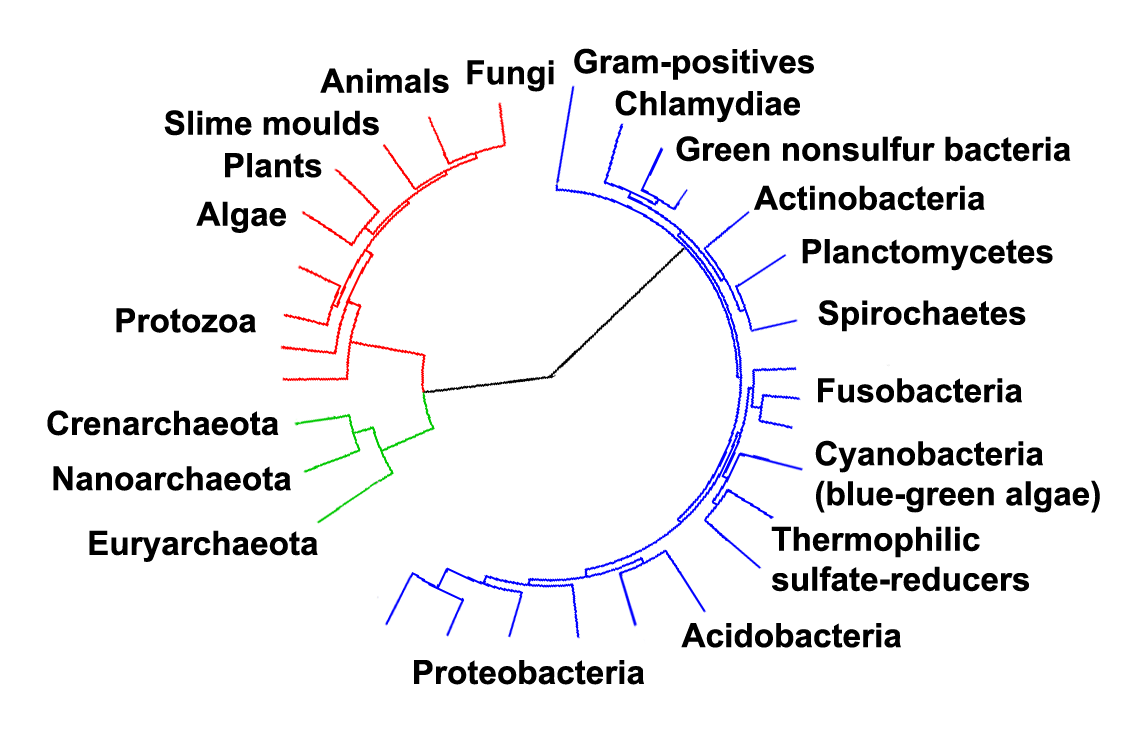
درخت فرگشتی انشعاب گونه‌های مدرن را از جد مشترک‌شان نمایش می‌دهد. جد مشترک در مرکز قرار دارد و سه حوزه اصلی با رنگ‌های آبی(باکتری‌ها)، سبز(آرکی‌ها) و قرمز(یوکاریوت‌ها) مشخص شده‌اند.

پروکاریوت‌ها از حدود ۳–۴ میلیارد سال پیش ساکنان زمین شدند. تغییر واضحی در مورفولوژی یا سازمان سلولی این موجودات طی چند میلیارد سال بعد رخ نداد. سلول‌های یوکاریوتی بین ۱٫۶–۲٫۷ میلیارد سال قبل ظاهر شده‌اند.
زندگی تا حدود ۶۱۰ میلیون سال پیش شامل یوکاریوت‌های تک‌سلولی، پروکاریوت‌ها و آرکیاها بود تا اینکه در دوره ادیاکاران موجودات چندسلولی در اقیانوس‌ها ظهور یافتند.
مدت کمی پس از ظهور اولیه این موجودات چندسلولی، حجم قابل توجهی تنوع زیستی طی حدود ۱۰ میلیون سال، در رویدادی که به نام انفجار کامبرین خوانده می‌شود پدید آمد.
حدود ۵۰۰ میلیون سال پیش، گیاهان و قارچ‌ها در خشکی تکثیر یافتند و به زودی به دنبال آن‌ها بندپایان و جانوران دیگر از راه رسیدند. حشرات به‌خصوص موفق بودند و حتی امروز عمده گونه‌های جانوری را تشکیل می‌دهند. دوزیستان برای اولین بار در حدود ۳۶۴ میلیون سال پیش ظاهر گشتند، به دنبال آن‌ها آمنیوتهای اولیه و پرندگان حدود ۱۵۵ میلیون سال پیش؛ هر دو از تبارهای خزنده مانند، مشتق شدند. حیات پستانداران از حدود ۱۲۹ میلیون سال پیش، نخستی‌ها از ۸۵ میلیون سال پیش، کپی‌ها از ۲۵ میلیون سال پیش، انسان‌ساییان از ۱۳ میلیون سال پیش، سرده انسان از ۲٫۵ میلیون سال پیش و انسان مدرن از حدود ۲۵۰٬۰۰۰ سال پیش آغاز می‌شود. با این حال، علی‌رغم فرگشت این جانوران بزرگ، جانداران کوچک شبیه به انواعی که در اوایل این فرایند فرگشت یافتند همچنان با موفقیت بسیار به تسلط بر زمین ادامه می‌دهند؛ چراکه هم بخش اعظم زیست‌توده و هم عمده گونه‌ها پروکاریوت هستند.

## واکنش‌های اجتماعی و فرهنگی
تا نیمهٔ قرن ۱۹ میلادی، عموم مردم براین باور بودند که همهٔ جانداران (گیاهان و جانواران) در یک دوره‌ای که آن را اصطلاحاً «شش روز» می‌نامند، خلق شده‌اند. این تفکر، بیشتر ریشه در روایت آفرینش دارد که در ادیان ابراهیمی (یهودیت، مسیحیت و اسلام) به صورت‌های گوناگون به آن پرداخته شده است. در سال ۱۸۵۹، زمانی که چارلز داروین کتاب خاستگاه گونه‌ها را منتشر کرد، این ایده که حیات برروی زمین، از یک نیای مشترک فرگشت یافته است، باعث آغاز بحث‌های دانشگاهی با محوریت پیامدهای فلسفی، اجتماعی و مذهبی شد. امروزه فرگشت توسط اکثریت قریب به اتفاق دانشمندان به‌عنوان حقیقت (Fact) پذیرفته شده است؛ با این حال، فرگشت برای برخی از خداباوران یک مفهوم بحث‌برانگیز است.
اکثریت گسترده‌ای از جامعه علمی و آکادمیک از فرگشت به‌عنوان تنها توضیح کاملی که می‌تواند مشاهدات گوناگون در زمینه‌های زیست‌شناسی، ژنتیک، زیست‌شناسی مولکولی، دیرین‌شناسی، انسان‌شناسی و… را توضیح دهد، حمایت می‌کنند.
تخمینی در سال ۱۹۸۷ بیان کرد که تنها ۷۰۰ نفر از مجموع ۴۸۰۰۰۰ نفر دانشمندان علوم زیستی و زمین‌شناسی به خلقت گرایی اعتقاد دارند.
برایان الترز نویسنده و متخصص در زمینه مناقشه بین خلقت‌گرایی و فرگشت بیان می‌دارد که ۹۹٫۹ درصد از دانشمندان فرگشت را قبول دارند. نظرسنجی که توسط مؤسسه گالوپ در سال ۱۹۹۱ انجام شد نشان داد حدود ۵ درصد از دانشمندان آمریکایی شامل آن‌هایی که خارج از زمینه علوم زیستی آموزش دیده‌اند به خلقت‌گرایی اعتقاد دارند. گرچه در کشوری مانند فرانسه پذیرش نظریه فرگشت تا سال ۱۹۵۰ به تأخیر افتاد ولی محققی مانند فرانک سالووی دلیل این تأخیر را وجود بالای نخست‌زادگان طی آن دوران در جامعه علمی فرانسه و تمایل آن‌ها به مخالفت با انقلاب‌های علمی دگراندیشانه نسبت می‌دهد و نه به ضعف در شواهد تأییدکننده نظریهٔ فرگشت.
به گفتهٔ جیمز واتسون در مقدمهٔ کتابش ژنتیک مولکولی، با وجود مخالفت‌ها نظریهٔ فرگشت (تکامل) در دهه ۱۸۶۰ اثبات شد ولی بسیاری همچنان به‌شدت به مخالفت‌های خود ادامه می‌دادند که مخالفت‌های آنان منشأ علمی نداشته و ناشی از تعصبات و باورهای مذهبی است.

## توجیه ژنتیکی فرگشت
امروزه با پیشرفت علم ژنتیک و بیوتکنولوژی، قابلیت مقایسه میان DNA افراد و موجودات از طریق نشانگرهای مولکولی فراهم گشته است. از این قابلیت برای شناسایی قرابت و شباهت موجودات با یکدیگر، همچنین برای جرم‌شناسی و تشخیص والد و فرزند در مسائل قضایی و حقوقی استفاده می‌شود؛ آزمایش DNA نشان داده است که تفاوت میان DNA انسان و شامپانزه در حدود یک درصد است و این خود مهر تأییدی بر نظریهٔ فرگشت (تکامل) می‌باشد.

## کاربردها
مفاهیم و مدل‌های فرگشت همچون انتخاب طبیعی کاربردهای بسیاری دارند.
انتخاب مصنوعی انتخاب عامدانه صفات در جمعیتی از جاندارانست. این همان روشی است که از هزاران سال پیش برای اهلی کردن جانوران و گیاهان مورد استفاده قرار گرفته است. انتخاب مصنوعی امروزه به جزئی حیاتی از مهندسی ژنتیک تبدیل شده است؛ برای مثال می‌توان از نشانگرهای انتخابی همچون ژن‌های مقاومت میکروبی برای تغییر DNA استفاده کرد.
فهم تغییرات جانداران طی فرگشت ژن‌های مسبب اعمال و ساختار بدن را مشخص می‌کند؛ ژن‌هایی که ممکن است در اختلالات ژنتیکی انسان دخیل باشند.
در علوم رایانه شبیه‌سازی فرگشت با به‌کارگیری الگوریتم‌های فرگشتی و زندگی مصنوعی در دهه ۱۹۶۰ میلادی آغاز شد؛ و به شبیه‌سازی انتخاب مصنوعی توسعه یافت. در نتیجه کارهای اینگو رچنبرگ انتخاب مصنوعی به‌طور گسترده به‌عنوان یک روش بهینه‌سازی به رسمیت شناخته شده است. رچنبرگ استراتژی‌های فرگشتی را در حل مسائل پیچیده مهندسی به کار گرفت.